# Norbert Siefke
Norbert Siefke (* 18. Juli 1952) ist ein ehemaliger deutscher Fußballspieler.

## Werdegang
Der Stürmer Norbert Siefke gehörte in der Saison 1976/77 zum Kader des Zweitligisten Arminia Bielefeld. Am 27. November 1976 absolvierte er sein einziges Zweitligaspiel, als er beim 4:1-Sieg der Arminia gegen den Bonner SC für Ewald Lienen eingewechselt wurde. Am Saisonende verließ Siefke Bielefeld mit unbekanntem Ziel. Von 1978 bis 1981 spielte er noch für den Oberligisten FC Gütersloh.